# Coenagrionidae
Coenagrionidae là một họ thuộc phân bộ Zygoptera, bộ Odonata. Zygoptera gồm các loài chuồn chuồn kim, mà mặc dù không nổi bật bằng chuồn chuồn ngô, cũng rất phổ biến. Hơn 1.100 loài nằm trong họ này, khiến nó trở thành họ chuồn chuồn kim lớn nhất về số loài. Họ Coenagrionidae có sáu phân họ: Agriocnemidinae, Argiinae, Coenagrioninae, Ischnurinae, Leptobasinae, và Pseudagrioninae.
Trong tiếng Anh, chúng được gọi là narrow-winged damselflies (chuồn chuồn kim cánh mỏ) và pond damselflies (chuồn chuồn kim ao). Coenagrionidae phân bố toàn cầu, và là một trong những họ chuồn chuồn kim phổ biến nhất. Hơn 90 chi trong họ Coenagrionidae hiện được công nhận.

## Tên
Tên họ có lẽ xuất phát từ tiếng Hy Lạp, coen nghĩa là "chung" hay "phổ biến", agrio nghĩa là "cánh đồng" hay "hoang dã".

## Đặc điểm
- Thường có những vá màu đen

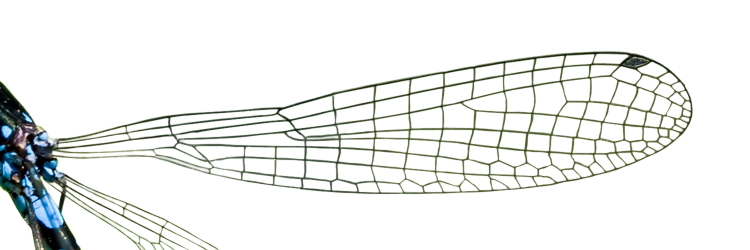
Cánh trước (Coenagrion pulchellum)

- Màu chính đa dạng, có thể là lục, lam, vàng, cam, hay tím
- Cánh hẹp, thường trong suốt không màu

Con trưởng thành ở khắp các môi trường đất ngập nước. Con cái đẻ trứng trên thực vật nửa nổi nửa chìm sống hoặc đã chết.

## Các chi
Bên dưới là danh sách các chi:
- Acanthagrion
- Acanthallagma
- Aceratobasis
- Aciagrion
- Aeolagrion
- Africallagma
- Agriocnemis
- Amphiagrion
- Amphiallagma
- Amphicnemis
- Amorphostigma
- Andinagrion
- Angelagrion
- Anisagrion
- Antiagrion
- Apanisagrion
- Argia
- Argiagrion
- Argiocnemis
- Archboldargia
- Archibasis

- Austroagrion
- Austroallagma
- Austrocnemis
- Azuragion
- Bedfordia
- Boninagrion
- Bromeliagrion
- Caliagrion
- Calvertagrion
- Cercion

- Ceriagrion
- Chromagrion
- Coenagriocnemis

- Coenagrion
- Cyanallagma
- Denticulobasis
- Diceratobasis
- Dolonagrion
- Enacantha
- Enallagma
- Erythromma
- Helveciagrion
- Hesperagrion
- Himalagrion
- Homeoura
- Hylaeargia
- Hylaeonympha
- Inpabasis

- Ischnura
- Leptagrion
- Leptobasis
- Leucobasis
- Megalagrion
- Melanesobasis
- Mesamphiagrion
- Mesoleptobasis
- Metaleptobasis
- Millotagrion
- Minagrion
- Moroagrion
- Mortonagrion
- Nehalennia
- Neoerythromma
- Nesobasis
- Onychargia
- Oreagrion
- Oreiallagma
- Oxyagrion
- Oxyallagma
- Pacificagrion
- Palaiargia
- Papuagrion
- Papuargia
- Paracercion
- Pericnemis
- Phoenicagrion
- Pinheyagrion
- Plagulibasis
- Proischnura
- Protallagma

- Pseudagrion
- Pyrrhosoma
- Rhodischnura
- Schistolobos
- Skiallagma
- Stenagrion
- Teinobasis
- Telagrion
- Telebasis
- Tepuibasis
- Thermagrion
- Tigriagrion
- Tuberculobasis
- Tukanobasis
- Vanuatubasis
- Xanthagrion
- Xanthocnemis
- Xiphiagrion
- Zoniagrion